# Белашница
Белашница (босн. Bjelašnica) — гора в Боснии и Герцеговине, расположенная в 25 километрах к юго-западу от Сараева. Относится к Динарскому нагорью. На горе расположен популярный в стране горнолыжный курорт. На спортивных сооружениях Белашницы проходили соревнования на XIV зимних Олимпийских играх.

## Зимние Олимпийские игры 1984
После того, как Сараево в 1978 году выиграл право на проведение Олимпиады, для соревнований в горнолыжном спорте среди мужчин (скоростной спуск, слалом и гигантский слалом) было решено построить горнолыжные трассы на Белашнице. Строительство началось 10 июня 1980 года, и уже 30 сентября того же года они были сданы в эксплуатацию. Сами трассы обошлись в 361 570 000 югославских динаров, ещё 129 803 000 стоил пресс-центр.

## Боснийская война (1992-95)
Осада Сараева сербской армией во время Боснийской войны базировалась, в том числе, на удержании ключевых высот над городом — гор Белашница и Игман. За контроль над высотами велись ожесточённые бои.

## Военный объект D-0
В восьми километрах от Коньица на южных склонах Белашницы сооружен противоядерный бункер общей площадью 6 500 м². Помимо жилых и рабочих помещений, рассчитанных на 350 человек, здесь предусмотрена больница, комната обеззараживания и командный пункт. Сооружение бункера заняло 26 лет, и закончен он был в 1979 году.
В 2011 году бункер был переоборудован для галереи современного искусства, и в нём прошла художественная выставка «Машина времени».